# خدمات حمل و نقل بریتیش کلمبیا
خدمات حمل و نقل بریتیش کلمبیا (انگلیسی: TransLink) مرجع قانونی مسئول شبکه حمل و نقل منطقه ای مترو ونکوور در بریتیش کلمبیا، کانادا، از جمله حمل و نقل عمومی، جاده‌های اصلی و پل‌ها است. تأسیسات اصلی عملیاتی آن در شهر نیو وست مینستر واقع شده‌است.
خدمات حمل و نقل در سال ۱۹۹۸ به عنوان اداره حمل و نقل ونکوور بزرگ (GVTA) ایجاد شد و در آوریل ۱۹۹۹ توسط دولت بریتیش کلمبیا به‌طور کامل اجرا شد تا جایگزین بی‌سی ترانزیت در ناحیه بزرگ ونکوور شود و بسیاری از مسئولیت‌های حمل و نقل را که قبلاً توسط دولت استانی بر عهده داشت، بر عهده بگیرد. خدمات حمل و نقل مسئول حالت‌های مختلف حمل‌ونقل در منطقه مترو ونکوور) و همچنین وست کوست اکسپرس است که تا منطقه فریزر ولی (FVRD) گسترش می‌یابد. در ۲۹ نوامبر ۲۰۰۷، استان بریتیش کلمبیا قانونی را تصویب کرد که ساختار حکومتی و نام رسمی سازمان را تغییر داد.